# Гійом Депардьє
Гійо́м Жан Максим Антуан Депардʼє́ (фр. Guillaume Jean Maxime Antoine Depardieu; *7 квітня 1971, Париж, Франція- †13 жовтня 2008, Гарш, Франція) — французький актор, син відомого актора Жерара Депардʼє.

## Біографія
Народився в родині акторів Жерара і Елізабет Депардʼє. Батьки, присвятивши все життя театру і кіно, мали мало часу для сина, від чого Гійом в дитинстві був дуже неслухняним і поганим учнем — за поведінку його виганяли майже з усіх шкіл, до яких його відправляли батьки. В підлітковому віці рано почав вживати алкоголь, наркотики (гашиш, героїн), часто порушував закон, займався крадіжками. Певний час знаходився на обліку в поліції.
У 1988 р. у 17-річному віці потрапив до тюрми для неповнолітніх. Був засуджений до трьох років за вживання та розповсюдження героїну. Однак, у 1991 р. отримав першу роль у біографічному фільмі «Усі ранки світу», де грав разом з батьком. У 1995 р. потрапив у аварію, коли їхав на мотоциклі і пошкодив ногу. Після невдалої операції сталося зараження золотистого стафілококу, яке поширилося на кістку ноги і довгий час не піддавалося лікуванню. Після 8-річного і невдалого лікування у 2003 р. праву ногу було ампутовано.
Деякий час, завдяки відомому прізвищу знімався у фільмах. 4 січня 2000 р. одружився з актрисою Елізою Вентр, того ж року в них народилася дочка Луїза. Під впливом дочки почав писати оперні вистави, пісні. Після ампутації ноги заснував «Фундацію Гійома Депардьє», в якій допомагав жертвам захворювання стафілококом. 17 вересня 2003 р. після бійки в барі і погрози застосувати зброю, був засуджений до 18-місячного ув'язнення за незаконне зберігання та застосування зброї. У 2006 р. розійшовся з дружиною. В тому ж році, отримав роль у романтичній комедії «Холостяки».
13 жовтня 2008 р. Гійом Депардʼє несподівано помер від тяжкої форми запалення легень.

## Фільмографія
- Pas si méchant que ça (1974)
- Усі ранки світу / Tous les matins du monde (1992)
- Cible émouvante (1993)
- Les apprentis (1995)
- Marthe (1997)
- Alliance cherche doigt (1997)
- …Comme elle respire (1998)
- Le Comte de Monte-Cristo (1998)
- Пола Ікс (French-German) 1999
- Elle et lui au 14e étage (2000)
- Les marchands de sable (2000)
- Aime ton père (2000)
- Amour, prozac et autres curiosités (2001)
- Les Misérables (2001)
- Peau d'ange (2002)
- Le pharmacien de garde (2002)
- Aime ton père (2002)
- Après vous… (2003)
- Celibataires (2006)
- Ne touchez pas la hache (2007)